# 철강 위기

국가별 철강 생산량. 특히 미국은 1970년대에 급감했다.

철강 위기는 1970년대에서 1980년대 초까지 나타난 세계적 철강 시장의 침체를 일컫는다. 제2차 세계 대전 전후 경제호황 이후에 나타난 철강 위기는 석유 파동에 의해 가속화됐으며 러스트 벨트, 미들랜즈, 루르, 베르그슬라겐(Bergslage) 지역에 심대한 영향을 미쳤다.

## 미국
미국에서 철강 생산은 1973년 1억 1140만 톤으로 정점을 찍은 후 1978년에 9790만 톤으로, 1984년 7000만 톤으로 줄었는데, 이와 같은 생산 감소에는 수입이 영향을 미쳤다. 1946년 14만 6천 톤에 불과했던 수입량이 1978년 2400만 톤에 달했다. 그 와중에 1959년, 미국은 철강 순수입국이 됐다. 연방 정부는 산업 보호를 위해 1969년부터 1973년까지 수입 할당량 제도를, 1978년부터 1980년까지 발동가격 제도를 시행했으나 소비재 가격 상승으로 이어졌고 이는 실업, 인플레 압박으로 이어져서 해당 제도들은 곧 폐기됐다.

## 영국
영국에서는 정부 정책이 철강 위기 속에서 중요한 역할을 수행했다. 철강 산업이 1967년 노동당 정부에 의해 국유화됐다. 역사학자 앨러스데어 블레어(Alasdair Blair)에 따르면 영국철강(British Steel Corporation)는 계속적인 낡은 공장 운영, 구식 기술, 시장 유연성을 감소시키는 가격 통제, 급등하는 석탄 및 석유 가격, 자본 투자 펀드 부족, 세계 시장에서 격화되는 경쟁 같은 몇몇 요소를 갖고 있었는데, 1970년대까지 정부는 쇠퇴 산업 분야에서 임의로 높은 고용율을 유지했다. 영국철강는 1980년대에 재민영화됐다.
영국 철강 업계 고용은 1974년 19만 7천 명, 1977년 17만 9천 명, 1980년 11만 2천 명, 1984년 6만 2천 명 이하로 줄었다.